# Leve het bruine monster
Leve het bruine monster is een Nederlandse zwart-wit documentaire uit 1998 van regisseur Sherman De Jesus, die enkel bestaat uit archiefmateriaal.

## Synopsis
De film begint rond 1890 met de komst van de eerste voetbalvereniging, opgericht door Pim Mulier, en vertelt de geschiedenis van het voetbal in Nederland tot eind jaren 50 van de twintigste eeuw, waarin de competitie met Duitsland centraal staat.
Gijs Scholten van Aschat en Huub Stapel doen de voice-overs van de film en maken daarbij gebruik van Nederlandse poëzie.

## Ontvangst
De film werd positief ontvangen. Henk ten Berge van de Telegraaf schreef: “Een ode aan het voetbal wordt tijdens het Nederlands Film Festival gebracht door cineast Sherman de Jesus. …de film zou daar dan best wel eens gezelschap kunnen hebben van een Gouden Kalf”. Paul Onkenhout noemde de film in de Volkskrant: “Innemend, humoristisch en verrassend”. Ronald Ockhuysen zei over de film in dezelfde krant: “Leve het Bruine Monster is een film waarin oude beelden op lucide wijze een nieuw leven krijgen ingeblazen”. In De Filmkrant schreef Dana Linssen: “Documentairemaker Sherman de Jesus verzamelde een schat aan archiefbeelden uit die periode en stelde er een associatieve en poëtische, maar vooral humoristische documentaire uit samen. Het is met Leve het Bruine Monster, die niet voor niets als ondertitel heeft ‘een ode aan het voetbal’, als met een sterk verhaal. Het liefst wil je alle details met je toehoorders delen”. Mark Moorman noemde de documentaire in het Parool: “Een ontroerend document”. Het Algemeen Dagblad schreef: “De film van Sherman de Jesus biedt tal van zulke schitterende voorbeelden, die worden aangevuld met voetballiteratuur en –poëzie die perfect inhaken op het getoonde“. Herman Kuiphof noemde de film in het NRC Handelsblad een onderhoudende film en schreef: “Een van de pluspunten van deze bruine-monstergeschiedenis is de kennismaking met een tijd waarin sport nog redelijk overzichtelijk en blijmoedig was”. Henri van Steen vond de film humoristisch en schreef in de Gelderlander: “… de film geeft een boeiende illustratie van die rare fenomenologie dat een eenvoudige voetbalwedstrijd een heel land in de war kan brengen”. In het Utrechts Dagblad schreef Ruud Buurman: “Leuke film, Leve het Bruine Monster. Met alleen maar historisch materiaal, gemonteerd op een manier die zelfs de goedkeuring van Johan Cruijff zal krijgen”. Aktueel schreef over de film: “Wie hartstocht voor het voetbal heeft, móet Leve Het bruine Monster gaan zien”. In de Nederlands Film Festival Galakrant schreef Pieter van Huystee: “Van Leve het Bruine Monster heb ik ontzettend genoten … je kon ook merken dat deze film door liefhebbers gemaakt is…”. Tom van Hulsen schreef voor Voetbal International: “De vijftig minuten durende sportdocumentaire Leve het Bruine Monster is vorige week donderdag op het Nederlands Film Festival in Utrecht overladen met complimenten”.